# Sports Champions 2
Sports Champions 2 è un videogioco sportivo del 2012 sviluppato dalla San Diego Studio e Zindagi Games e pubblicato dalla Sony Computer Entertainment per PlayStation 3, con supporto del PlayStation Move. È il sequel di Sports Champions. Rispetto al titolo precedente ci sono varie differenze: ad esempio oltre ai personaggi si può creare e modificare il proprio avatar (campione).

## Sport
Sport giocabili:
- Boxe
- Golf
- Bowling
- Tiro con l'arco
- Sci
- Tennis